# Giulio Calvi (pittore)
Giulio Calvi detto Il Coronaro (Cremona, 1560 – Cremona, 1596 circa) è stato un pittore italiano del Rinascimento.

## Biografia
Nacque a Cremona e fu attivo nella sua città natale e a Soncino. Fu allievo di Giovan Battista Trotti.
La chiesa di San Giacomo di Soncino conserva le tele raffiguranti San Nicola e San Pietro Martire, e a Tidolo nella chiesa di San Marco Evangelista il dipinto  Agostino dà la regola alle suore Agostiniane.